# Långvattnet (Anundsjö socken, Ångermanland, 704596-161397)
Långvattnet är en sjö i Örnsköldsviks kommun i Ångermanland och ingår i Moälvens huvudavrinningsområde. Sjön har en area på 0,192 kvadratkilometer och ligger 111,1 meter över havet. Sjön avvattnas av vattendraget Storraningsbäcken.

## Delavrinningsområde
Långvattnet ingår i det delavrinningsområde (704596-161455) som SMHI kallar för Utloppet av Långvattnet. Medelhöjden är 124 meter över havet och ytan är 1,86 kvadratkilometer. Det finns ett avrinningsområde uppströms, och räknas det in blir den ackumulerade arean 30,47 kvadratkilometer. Storraningsbäcken som avvattnar avrinningsområdet har biflödesordning 2, vilket innebär att vattnet flödar genom totalt 2 vattendrag innan det når havet efter 55 kilometer. Avrinningsområdet består mestadels av skog (62 procent), öppen mark (13 procent) och jordbruk (11 procent). Avrinningsområdet har 0,19 kvadratkilometer vattenytor vilket ger det en sjöprocent på 10,3 procent.